# Franqueville-Saint-Pierre
Franqueville-Saint-Pierre település Franciaországban, Seine-Maritime megyében. Lakosainak száma 6081 fő (2022. január 1.). Franqueville-Saint-Pierre Boos, Belbeuf, Le Mesnil-Esnard, Montmain, Saint-Aubin-Celloville és Saint-Aubin-Épinay községekkel határos.

## Népesség
A település népességének változása:
| Lakosok száma | 6135 | 6179 | 6347 | 6123 | 6111 | 6105 | 6099 | 6067 | 6081 |
|               | 2013 | 2015 | 2016 | 2017 | 2018 | 2019 | 2020 | 2021 | 2022 |